# Trathala tetralophae
Trathala tetralophae är en stekelart som först beskrevs av Joseph Augustine Cushman 1917.  Trathala tetralophae ingår i släktet Trathala och familjen brokparasitsteklar. Inga underarter finns listade i Catalogue of Life.